# Plainfield (Vermont)
Plainfield és una població dels Estats Units a l'estat de Vermont. Segons el cens del 2000 tenia 1.286 habitants.

## Demografia
Segons el cens del 2000, Plainfield tenia 1.286 habitants, 487 habitatges, i 317 famílies. La densitat de població era de 23,6 habitants per km².
Per edats la població es repartia de la següent manera: un 23,7% tenia menys de 18 anys, un 12,9% entre 18 i 24, un 28,8% entre 25 i 44, un 24,4% de 45 a 60 i un 10,1% 65 anys o més.
L'edat mediana era de 36 anys. Per cada 100 dones de 18 o més anys hi havia 90,1 homes.
La renda mediana per habitatge era de 38.750 $ i la renda mediana per família de 42.813 $. Els homes tenien una renda mediana de 30.789 $ mentre que les dones 29.750 $. La renda per capita de la població era de 17.980 $. Entorn del 7,6% de les famílies i el 10,9% de la població estaven per davall del llindar de pobresa.